# در یک رؤیا (ای‌پی)
در یک رؤیا (انگلیسی: In a Dream) پنجمین آلبوم چندآهنگه از خواننده استرالیایی تروی سیوان است که در ۲۱ اوت ۲۰۲۰ از طریق ای‌ام‌آی میوزیک استرالیا و کپیتال رکوردز منتشر شد.

## فهرست آهنگ‌ها
| فهرست آهنگ‌های در یک رؤیا | فهرست آهنگ‌های در یک رؤیا                      | فهرست آهنگ‌های در یک رؤیا |
| شماره                    | نام                                           | مدت                      |
| ------------------------ | --------------------------------------------- | ------------------------ |
| ۱.                       | «خودتو به خانه برسون»                         | ۴:۰۹                     |
| ۲.                       | «آسون»                                        | ۳:۴۶                     |
| ۳.                       | «آیا می تونم گریه کنم فقط در مورد تو فکر کنم» | ۰:۵۱                     |
| ۴.                       | «گل میخ»                                      | ۳:۲۹                     |
| ۵.                       | «نوجوان راجر!»                                | ۳:۲۱                     |
| ۶.                       | «در یک رویا»                                  | ۳:۴۹                     |
| مجموع مدت:               | مجموع مدت:                                    | ۱۹:۲۶                    |

| نسخه تارگت ایالت متحده | نسخه تارگت ایالت متحده          | نسخه تارگت ایالت متحده |
| شماره                  | نام                             | مدت                    |
| ---------------------- | ------------------------------- | ---------------------- |
| ۷.                     | «خودتو به خانه برسون» (آکوستیک) | ۲:۵۸                   |
| ۸.                     | «آسون» (ویس نت)                 | ۲:۵۱                   |
| مجموع مدت:             | مجموع مدت:                      | ۲۵:۱۵                  |

| نسخه وینیل بریتانیا | نسخه وینیل بریتانیا | نسخه وینیل بریتانیا |
| شماره               | نام                 | مدت                 |
| ------------------- | ------------------- | ------------------- |
| ۷.                  | «آسون» (ویس نت)     | ۲:۵۱                |
| مجموع مدت:          | مجموع مدت:          | ۲۱:۴۲               |